# Bầu cử liên bang Úc
Australia bầu cơ quan lập pháp - Nghị viện của Khối thịnh vượng chung của Australia - bằng nhiều hệ thống bầu cử khác nhau.
Nghị viện Úc gồm hai viện: Hạ viện có 150 thành viên, được bầu với nhiệm kỳ ba năm tại các đơn vị bầu cử một thành viên với tỷ lệ thuận với hệ thống bỏ phiếu biểu quyết thay thế được gọi là bầu cử ưu đãi. Thượng viện có 76 thành viên, được bầu thông qua một hệ thống ưu đãi của đại diện tỷ lệ.
Cử tri lựa chọn Thượng nghị sĩ lãnh thổ với các nhiệm kỳ không cố định đó phân định bởi các ngày bầu cử Hạ viện. Các thượng nghị sĩ có nhiệm kỳ kỳ sáu năm trừ trường hợp giải tán đúp, với một nửa số ghế tại thượng viện thay đổi mỗi ba năm. Trong trường hợp của một giải tán đúp, nhiệm kỳ của tất cả các nghị sĩ tại Thượng viện và Hạ viện ghế đại biểu kết thúc ngay lập tức.